# آلن تمپلتون
آلن تمپلتون (به انگلیسی: Alan Templeton) یک ژنتیکدان آمریکایی و آمارشناس دانشگاه واشینگتن در سن‌لوئیس است، و در آنجا کرسی استادی زیست‌شناسی چارلز ربستاک (Charles Rebstock) را بر عهده دارد.
او در زمینه نشان دادن عدم تفاوت ژنتیکی میان انسان‌های نژادهای مختلف شناخته شده‌است. طبق تحقیقات تمپلتون بیشتر تفاوت‌های میان نژادها حاصل مسائل فرهنگی است تا تفاوت‌های ژنتیکی.
برای مثال، تحلیل آماری ژنوم انسان نشان داده‌است تنوع ژنتیکی میان شامپانزه‌ها از میان انسان‌ها بیشتر است.